# Brené Brown

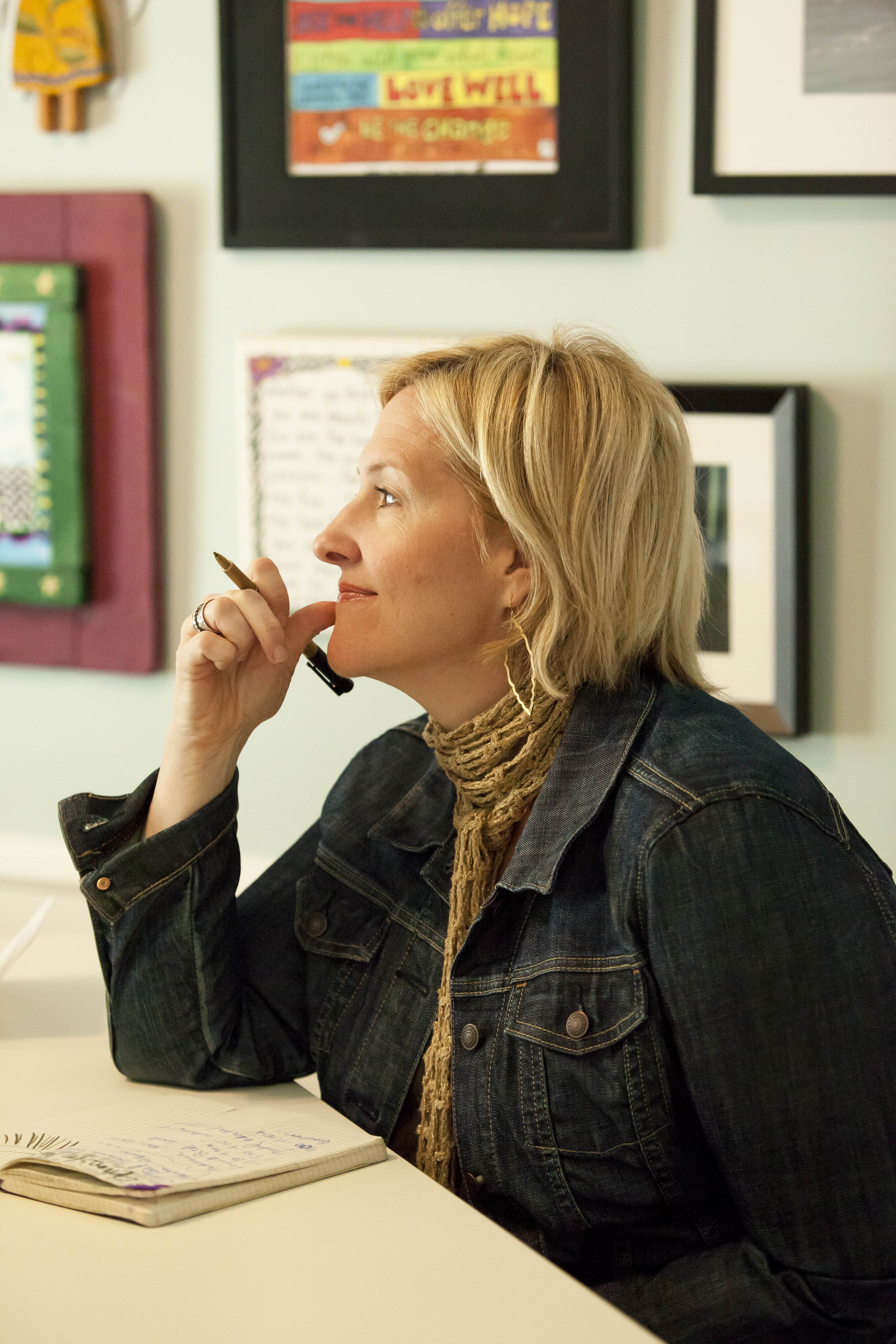
Brené Brown (2012)

Brené Brown (geboren 18. November 1965 in San Antonio) ist eine US-amerikanische Autorin psychologischer Schriften zur Lebensführung.   

## Leben
Brené Brown studierte Sozialarbeit an der University of Texas at Austin (B.A. 1995; M.A. 1996) und wurde dort 2002 promoviert.
Brown forscht zu Themen des menschlichen Verhaltens wie Scham und Empathie. Sie hat dazu Schriften, Filme veröffentlicht und Vorträge gehalten. Sie lehrt an der University of Houston.

## Schriften (Auswahl)
- Feminist Standpoint Theory. In: Stephen P. Robbins, P. Chatterjee, Edward R. Canda (Hrsg.): Contemporary human behavior theory: A critical perspective for social work. Boston: Allyn and Bacon, 2007
- Shame Resilience Theory. In: Stephen P. Robbins, P. Chatterjee, Edward R. Canda (Hrsg.):  Contemporary human behavior theory: A critical perspective for social work (Rev. ed.). Boston: Allyn and Bacon, 2007
- I Thought It Was Just Me (but it isn't): Telling the Truth About Perfectionism, Inadequacy, and Power. New York : Penguin/Gotham, 2007
- Connections: A 12-Session Psychoeducational Shame-Resilience Curriculum. Center City, MN: Hazelden, 2009
- The Gifts of Imperfection: Let Go of Who You Think You're Supposed to Be and Embrace Who You Are. Center City, MN: Hazelden, 2012
  - Die Gaben der Unvollkommenheit: Lass los was du glaubst, sein zu müssen, und umarme was du bist. Leben aus vollem Herzen. Übersetzung Ute Weber. J. Kamphausen Verlag, Bielefeld 2012, ISBN 978-3-89901-583-6.
- Daring Greatly: How the Courage to Be Vulnerable Transforms the Way We Live, Love, Parent, and Lead. New York City, NY: Gotham, 2012
  - Verletzlichkeit macht stark: Wie wir unsere Schutzmechanismen aufgeben und innerlich reich werden. Aus dem Amerikanischen von Margarethe Randow-Tesch. Kailash, München 2013, ISBN 978-3-424-63079-4.
- Rising Strong: The Reckoning, The Rumble, The Revolution. New York : Spiegel & Grau, 2015
  - Laufen lernt man nur durch Hinfallen. München: Kailash Verlag. 2016
  - Entdecke deine innere Stärke. München, Kailah Verlag. 2018
- Bravin the Wilderness: The Quest for True Belonging and the Courage to Stand Alone. Random House, 2019.
- Atlas of the Heart. Random House, 2021, ISBN 978-0-39959-255-3